# Гіа-де-Ісора
Гіа-де-Ісора (ісп. Guía de Isora) — муніципалітет в Іспанії, у складі автономної спільноти Канарські острови, у провінції Санта-Крус-де-Тенерифе, на острові Тенерифе. Населення — 20 535 осіб (2010).
Муніципалітет розташований на відстані близько 1810 км на південний захід від Мадрида, 60 км на південний захід від Санта-Крус-де-Тенерифе.
На території муніципалітету розташовані такі населені пункти: (дані про населення за 2010 рік)
- Алькала: 4356 осіб
- Чіо: 2275 осіб
- Гіа-де-Ісора: 6976 осіб
- Плая-де-Сан-Хуан: 6928 осіб

## Демографія
Динаміка населення (INE ):

## Галерея зображень

Розташування муніципалітету